# ساحل الجنوبي (الساحل الشمالي)
ساحل الجنوبي هي إحدى مشيخات المملكة المغربية، تتبع جغرافيا لعمالة طنجة أصيلة وإداريًا لالساحل الشمالي. يقدر عدد سكانها بـ 2583 نسمة حسب الإحصاء الرسمي للسكان والسكنى لسنة 2004.